# Alpine Ski-Juniorenweltmeisterschaften 2022
Die 41. Alpinen Ski-Juniorenweltmeisterschaften fanden vom 3. bis 9. März 2022 im Panorama Mountain Village in der kanadischen Provinz British Columbia statt. Teilnahmeberechtigt waren Sportler der Jahrgänge 2001 bis 2005. Nachdem das Programm in den vorangegangenen zwei Jahren bedingt durch die COVID-19-Pandemie reduziert wurde, erhielt es nun wieder einen größeren Umfang. Abfahrt, Alpine Kombination und Mannschaftswettbewerb fanden wieder statt.

## Herren

### Abfahrt
| Platz | Land | Sportler               | Zeit (min) |
| ----- | ---- | ---------------------- | ---------- |
| 1     | ITA  | Giovanni Franzoni      | 1:25,56    |
| 2     | SUI  | Franjo von Allmen      | 1:25,80    |
| 3     | GER  | Luis Vogt              | 1:26,14    |
| 4     | FRA  | Léo Ducros             | 1:26,23    |
| 5     | FRA  | Charles Gamel Seigneur | 1:26,69    |
| 6     | CAN  | Raphaël Lessard        | 1:26,85    |

Datum: 4. März
Piste: Rollercoaster

Länge: 2415 m; Start: 1935 m; Ziel: 1240 m; Höhenunterschied: 695 m; Tore: 39 

Das Rennen war ursprünglich für den 3. März geplant, musste aber aufgrund starken Nebels nach 10 Läufern abgebrochen werden.

### Super-G
| Platz | Land | Sportler          | Zeit (min) |
| ----- | ---- | ----------------- | ---------- |
| 1     | USA  | Isaiah Nelson     | 1:06,57    |
| 2     | SUI  | Franjo von Allmen | 1:07,10    |
| 3     | ITA  | Giovanni Franzoni | 1:07,38    |
| 4     | ITA  | Marco Abbruzzese  | 1:07,56    |
| 4     | AUT  | Raphael Riederer  | 1:07,56    |
| 6     | CAN  | Gerrit van Soest  | 1:08,10    |

Datum: 5. März
Piste: Rollercoaster

Länge: 1781 m; Start: 1762 m; Ziel: 1240 m; Höhenunterschied: 522 m; Tore: 36

### Riesenslalom
| Platz | Land | Sportler              | Zeit (min) |
| ----- | ---- | --------------------- | ---------- |
| 1     | NOR  | Alexander Steen Olsen | 2:39,24    |
| 2     | ITA  | Filippo Della Vite    | 2:39,84    |
| 3     | AUT  | Lukas Passrugger      | 2:40,14    |
| 4     | NOR  | Oscar Zimmer          | 2:40,26    |
| 5     | ITA  | Giovanni Franzoni     | 2:40,49    |
| 6     | AUT  | Lukas Feurstein       | 2:40,52    |

Datum: 8. März
Piste: Skyline / Old Timer

Start: 1680 m; Ziel: 1240 m; Höhenunterschied: 440 m; Tore 1. Lauf: 59; Tore 1. Lauf: 57

### Slalom
| Platz | Land | Sportler                | Zeit (min) |
| ----- | ---- | ----------------------- | ---------- |
| 1     | NOR  | Alexander Steen Olsen   | 1:33,11    |
| 2     | SWE  | Fabian Ax Swartz        | 1:34,12    |
| 3     | GER  | Linus Witte             | 1:34,25    |
| 4     | FRA  | Alban Elezi Cannaferina | 1:34,54    |
| 5     | AUT  | Joshua Sturm            | 1:34,78    |
| 6     | NOR  | Eirik Hystad Solberg    | 1:34,98    |

Datum: 9. März
Piste: Hayfever / Old Timer

Start: 1430 m; Ziel: 1240 m; Höhenunterschied: 190 m; Tore 1. Lauf: 60; Tore 1. Lauf: 57

### Alpine Kombination
| Platz | Land | Sportler                 | Zeit (min) |
| ----- | ---- | ------------------------ | ---------- |
| 1     | ITA  | Giovanni Franzoni        | 2:02,88    |
| 2     | ITA  | Marco Abbruzzese         | 2:02,94    |
| 2     | SUI  | Franjo von Allmen        | 2:02,94    |
| 4     | AUT  | Kilian Pramstaller       | 2:03,29    |
| 5     | SUI  | Reto Mächler             | 2:03,85    |
| 6     | NOR  | Christian Oliveira Søvik | 2:03,98    |

Datum: 6. März

Super-G: Länge: 1781 m; Start: 1762 m; Ziel: 1240 m; Höhenunterschied: 522 m; Tore: 36

Slalom: Tore: 67

## Damen

### Abfahrt
| Platz | Land | Sportlerin      | Zeit (min) |
| ----- | ---- | --------------- | ---------- |
| 1     | AUT  | Magdalena Egger | 1:28,33    |
| 2     | GER  | Emma Aicher     | 1:28,46    |
| 3     | USA  | Lauren Macuga   | 1:28,58    |
| 4     | SUI  | Delia Durrer    | 1:28,60    |
| 5     | CZE  | Alena Labastova | 1:28,93    |
| 5     | SWE  | Lisa Nyberg     | 1:28,93    |

Datum: 3. März
Piste: Rollercoaster

Länge: 2415 m; Start: 1935 m; Ziel: 1240 m; Höhenunterschied: 695 m; Tore: 39

### Super-G
| Platz | Land | Sportlerin       | Zeit (min) |
| ----- | ---- | ---------------- | ---------- |
| 1     | AUT  | Magdalena Egger  | 1:08,34    |
| 2     | USA  | Ava Sunshine     | 1:08,79    |
| 3     | AUT  | Victoria Olivier | 1:09,05    |
| 4     | GER  | Emma Aicher      | 1:09,19    |
| 5     | CZE  | Alena Labastova  | 1:09,28    |
| 6     | CAN  | Cassidy Gray     | 1:09,38    |

Datum: 5. März
Piste: Rollercoaster

Länge: 1781 m; Start: 1762 m; Ziel: 1240 m; Höhenunterschied: 522 m; Tore: 36

### Riesenslalom
| Platz | Land | Sportler         | Zeit (min) |
| ----- | ---- | ---------------- | ---------- |
| 1     | AUT  | Magdalena Egger  | 2:31,02    |
| 2     | GER  | Emma Aicher      | 2:31,24    |
| 3     | CRO  | Zrinka Ljutić    | 2:32,03    |
| 4     | SWE  | Lisa Nyberg      | 2:32,24    |
| 5     | FRA  | Annette Belfrond | 2:32,32    |
| 6     | FIN  | Erika Pykäläinen | 2:32,72    |

Datum: 9. März
Piste: Skyline / Old Timer

Start: 1630 m; Ziel: 1240 m; Höhenunterschied: 390 m; Tore 1. Lauf: 54; Tore 1. Lauf: 54

### Slalom
| Platz | Land | Sportlerin           | Zeit (min) |
| ----- | ---- | -------------------- | ---------- |
| 1     | CRO  | Zrinka Ljutić        | 1:39,88    |
| 2     | GER  | Emma Aicher          | 1:40,72    |
| 3     | SWE  | Moa Boström Müssener | 1:41,09    |
| 4     | FRA  | Marie Lamure         | 1:41,27    |
| 5     | ITA  | Annette Belfrond     | 1:41,55    |
| 6     | SWE  | Lisa Nyberg          | 1:41,65    |

Datum: 8. März
Piste: Hayfever / Old Timer

Start: 1430 m; Ziel: 1240 m; Höhenunterschied: 190 m; Tore 1. Lauf: 59; Tore 1. Lauf: 60

### Alpine Kombination
| Platz | Land | Sportlerin       | Zeit (min) |
| ----- | ---- | ---------------- | ---------- |
| 1     | FRA  | Marie Lamure     | 2:03,73    |
| 2     | AUT  | Magdalena Egger  | 2:04,10    |
| 3     | SUI  | Aline Höpli      | 2:04,37    |
| 4     | SWE  | Lisa Nyberg      | 2:04,52    |
| 5     | CRO  | Zrinka Ljutić    | 2:04,54    |
| 6     | FIN  | Rosa Pohjolainen | 2:04,68    |

Datum: 5. März

Super-G: Länge: 1781 m; Start: 1762 m; Ziel: 1240 m; Höhenunterschied: 522 m; Tore: 36

Slalom: Tore: 65

## Mannschaftswettbewerb
| Platz | Land       | Sportler                                                          |
| ----- | ---------- | ----------------------------------------------------------------- |
| 1     | Kanada     | Cassidy Gray Étienne Mazellier Justine Lamontagne Raphael Lessard |
| 2     | Österreich | Magdalena Egger Victoria Olivier Lukas Passrugger Joshua Sturm    |
| 3     | Schweiz    | Delphine Darbellay Delia Durrer Reto Mächler Eric Wyler           |

Datum: 7. März

## Medaillenspiegel
| Platz | Land               | Gold | Silber | Bronze | Gesamt |
| ----- | ------------------ | ---- | ------ | ------ | ------ |
| 1     | Österreich         | 3    | 2      | 2      | 7      |
| 2     | Italien            | 2    | 2      | 1      | 5      |
| 3     | Norwegen           | 2    | –      | –      | 2      |
| 4     | Vereinigte Staaten | 1    | 1      | 1      | 3      |
| 5     | Kroatien           | 1    | –      | 1      | 2      |
| 6     | Frankreich         | 1    | –      | –      | 1      |
| 6     | Kanada             | 1    | –      | –      | 1      |
| 8     | Schweiz            | –    | 3      | 2      | 5      |
| 8     | Deutschland        | –    | 3      | 2      | 5      |
| 10    | Schweden           | –    | 1      | 1      | 2      |